# 鋼板
鋼板（こうはん、英: Sheet steel）は、板状に加工された鋼のこと。板金の一種である。

## 分類
鋼板は厚さ（mm）によって、薄板（薄鋼板）・中板（中鋼板）・厚板（厚鋼板）・極厚板（極厚鋼板）の4種類に分類される。

### 薄板
厚さ3mm未満の鋼板は、薄板（薄鋼板、英: steel sheet）と呼ばれる。コイル状に巻くことも可能で、そのようなものは鋼帯あるいは帯鋼（英: steel strip, steel coil）と呼ばれる。
薄板は、半製品の鋼片（「スラブ」と呼ばれる。転炉や電気炉で製鋼された鋼を鋳造したもの）を圧延することによって製造される。スラブはまず加熱炉で1000度以上に加熱され、続いて複数の粗圧延機・仕上圧延機によって一定の薄さに圧延（熱間圧延：熱延）される。圧延作業が完了した鋼は冷却されてコイル状に巻き取られ、必要な場合にはコイルにスリット（切れ目）を入れ幅の調節をしたり、剪断して板状の切板に加工したりする。切板は熱延鋼板、コイル状のもので板幅が600mm未満のものは熱延帯鋼、600mm以上のものは広幅熱延帯鋼と呼ばれ、3つを総称して熱延薄板類と呼ぶ（ただし、メーカーによっては熱延薄板類を指して「熱延鋼板」と呼ぶ場合もある）。連続して熱延薄板類を製造できるこの熱間圧延機は連続熱間圧延機（ホット・ストリップ・ミル）と呼ばれる。かつては、切板のみを製造する非連続式の熱間圧延機（プル・オーバー・ミル）も存在した。熱延薄板類の用途は自動車の部品などがあるが、多くは後述の冷延薄板類や鋼管、軽量形鋼など次工程製品の原板に回される。
熱延帯鋼・広幅熱延帯鋼を常温で、冷間圧延機（コールド・ストリップ・ミル）によって再圧延（冷間圧延）したものは冷延薄板類と呼ばれる。熱延鋼板類の場合と同様に、剪断された切板を冷延鋼板、板幅600mm以上のものを冷延広幅帯鋼、600mm未満のものをみがき帯鋼という（冷延薄板類を単に「冷延鋼板」と呼ぶ場合もある）。熱延薄板類よりも薄く、表面形状や加工性が優れる。用途は自動車の車体や電気機器など。
薄板に錆を防止するための表面処理加工を施したものが表面処理鋼板である。原板は冷延薄板類が大半だが、熱延薄板類を原板とするものもある。亜鉛をめっきした亜鉛めっき鋼板、スズをめっきした錫めっき鋼板（ブリキ）、クロム酸処理を施したティンフリースチール、塗装を施したカラー鋼板（塗装鋼板・プレコート鋼板）が代表的。
概ね厚さ1mm未満の薄板は精密圧延品もしくは箔、薄手と区別されており、通常の薄板と比べて圧延設備、圧延回数が異なる。統計上表現されないものの、独特の業界が形成されており、顧客とする業界も異なる傾向がある。(磨帯鋼、ステンレス精密圧延品)
熱延薄板もしくは冷延薄板を他社から調達し、複数回の冷間圧延を施す再圧延専業メーカー（リローラー）も多く存在している。

### 中板・厚板・極厚板
中板・厚板・極厚板の定義は以下のとおり。
- 中板 - 厚さ3mm以上、6mm未満
- 厚板 - 厚さ6mm以上
- 極厚板 - 厚さ150mm以上

これらの3種類は「厚中板」と総称される。薄板と同じくスラブを原料とし、1000度以上に加熱された状態で粗圧延機で一旦圧延され、仕上圧延機の間を往復することで最終的な厚さに仕上げられる。圧延方法は熱間圧延であり、冷間圧延では行われない。
建築物や橋梁、船舶、自動車、鉄道車両、海洋構造物などの部材や、ボイラ、圧力容器などの幅広い分野で使用される。